# Tatra 80

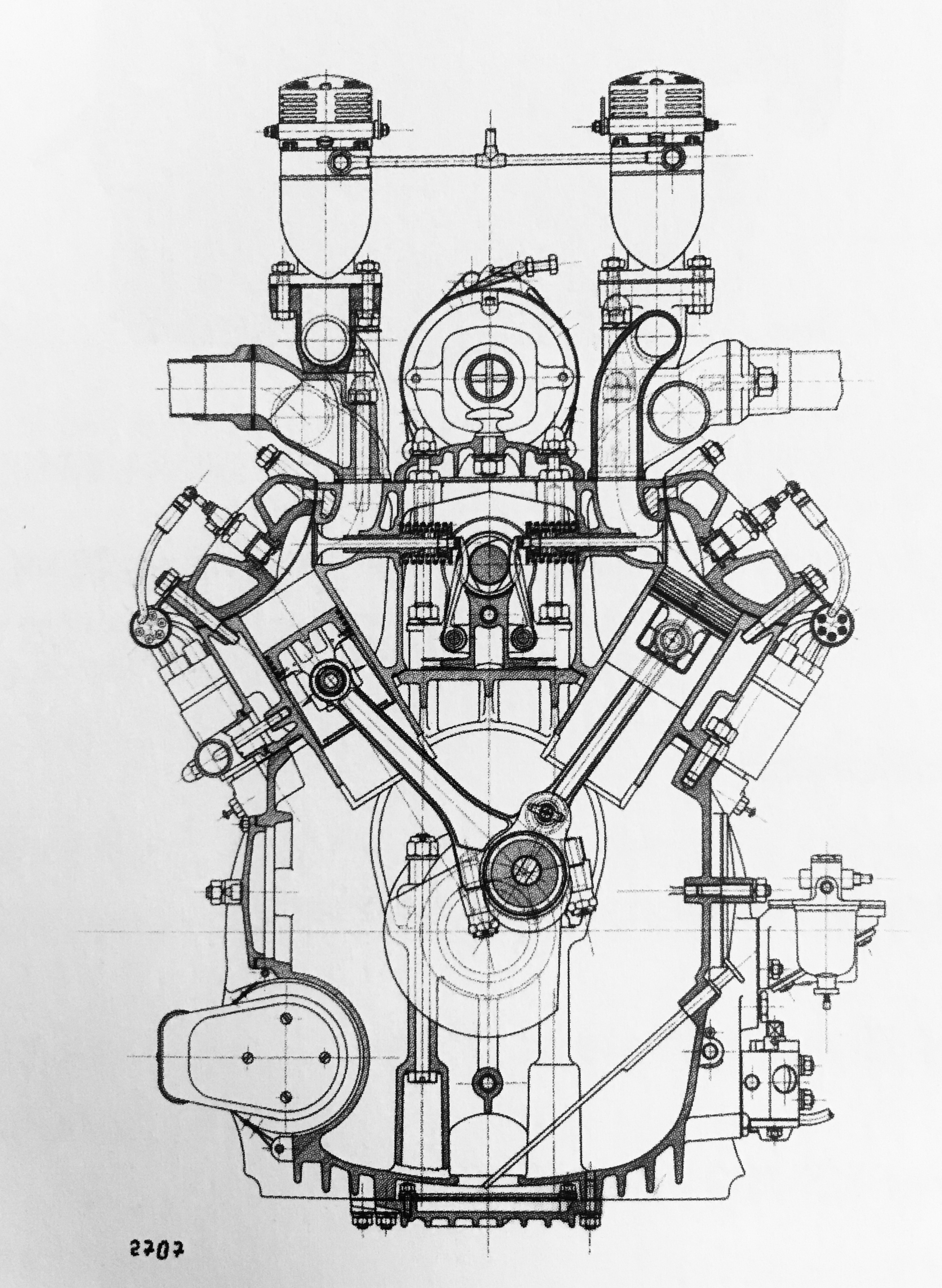
Tatra 80 Motorquerschnitt 1930

Der Tatra 80 war die Luxusausführung des großen PKW-Typs 70, den das Tatrawerk in Nesselsdorf 1931 herausbrachte. Er war der größte und teuerste PKW, den Tatra bis dahin fertigte.

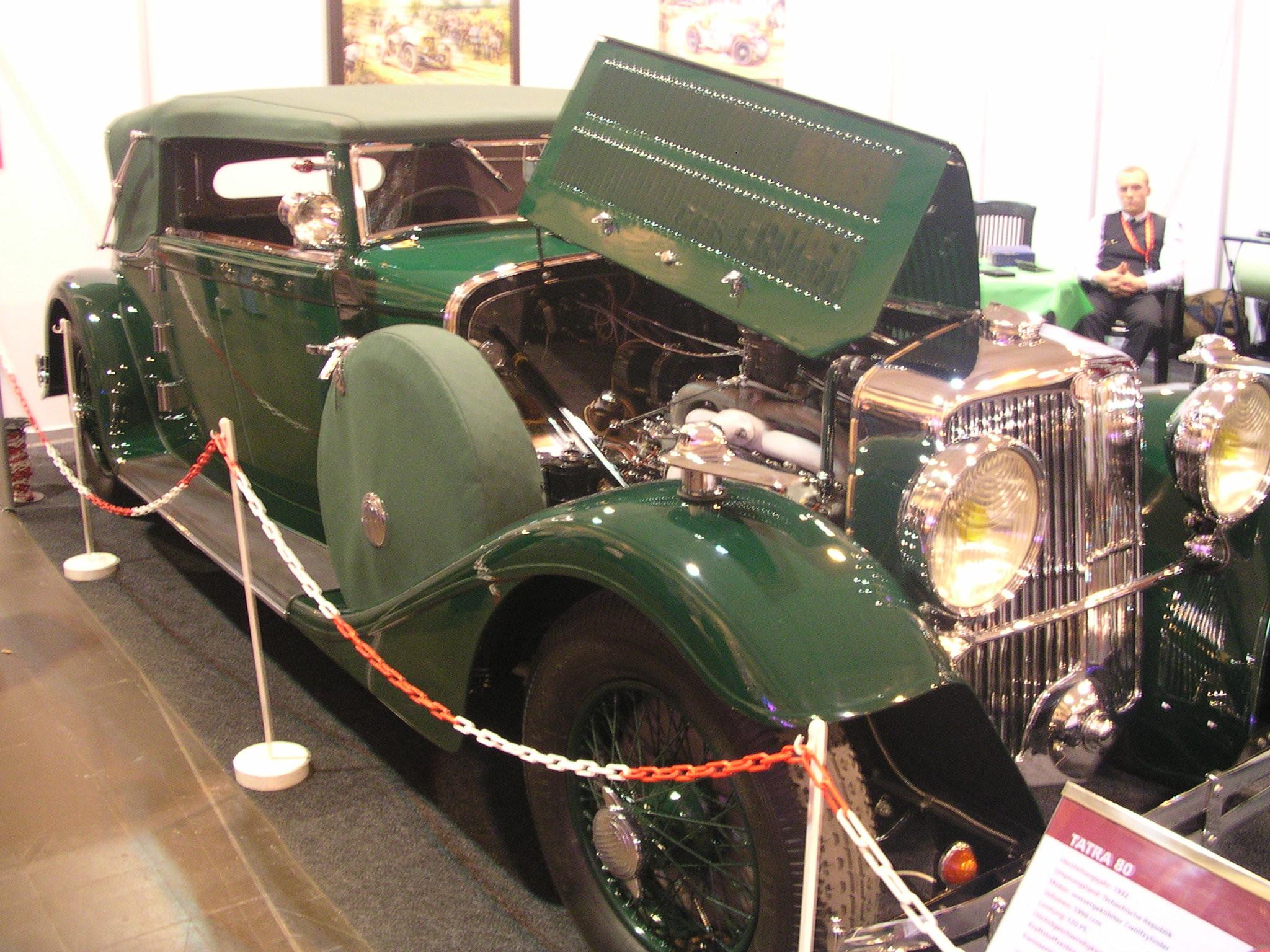
Tatra 80 (1932), wassergekühlter 12-Zylinder-Motor, 5990 cm³, 88 kW (120 PS), in Essen (Technoclassica 2005)

Das Luxusfahrzeug hatte einen wassergekühlten mit einer modifizierten Verteilung Zwölfzylinder-V-Motor (65° Zylinderwinkel) mit 5990 cm³ Hubraum und 115–120 PS (84,5–88 kW) Leistung mit horizontalen Ventilen, die direkt von der Nockenwelle oben auf Höhe der Zylinderköpfe gesteuert werden. Der Motor gab seine Kraft über eine Einscheibentrockenkupplung und ein 4-Gang-Getriebe an die Hinterräder ab. Die erreichbare Höchstgeschwindigkeit des ungefähr 2400 kg schweren Wagens lag bei 130 bis 140 Kilometer pro Stunde. Das Fahrgestell war eine Zentralrohrkonstruktion, die vorne eine Starrachse mit zwei obenliegenden Querblattfedern und hinten eine Pendelachse mit Querblatthalbfedern eingebaut hatte. Die Räder waren als Scheiben oder mit Drahtspeichen ausgeführt.
Der Wagen wurde als 6-sitzige Limousine und Landauer gefertigt. Bis 1935 entstanden 25 Fahrzeuge.
Nachfolger war ab 1934 gefertigte Typ 70 A.

## Quelle
- Wolfgang Schmarbeck: Tatra – Die Geschichte der Tatra-Automobile. Verlag des Internationalen Auto- und Motorrad-Museums Deutschland, Bad Oeynhausen 1977